# NGC 1682
NGC 1682 è una piccola galassia lenticolare (o ellittica) situata nella costellazione di Orione, a una distanza di circa 210 milioni di anni luce dalla nostra Via Lattea.

## Scoperta
La galassia è stata scoperta il 1 febbraio 1786 dall'astronomo britannico di origine tedesca William Herschel.

## Descrizione

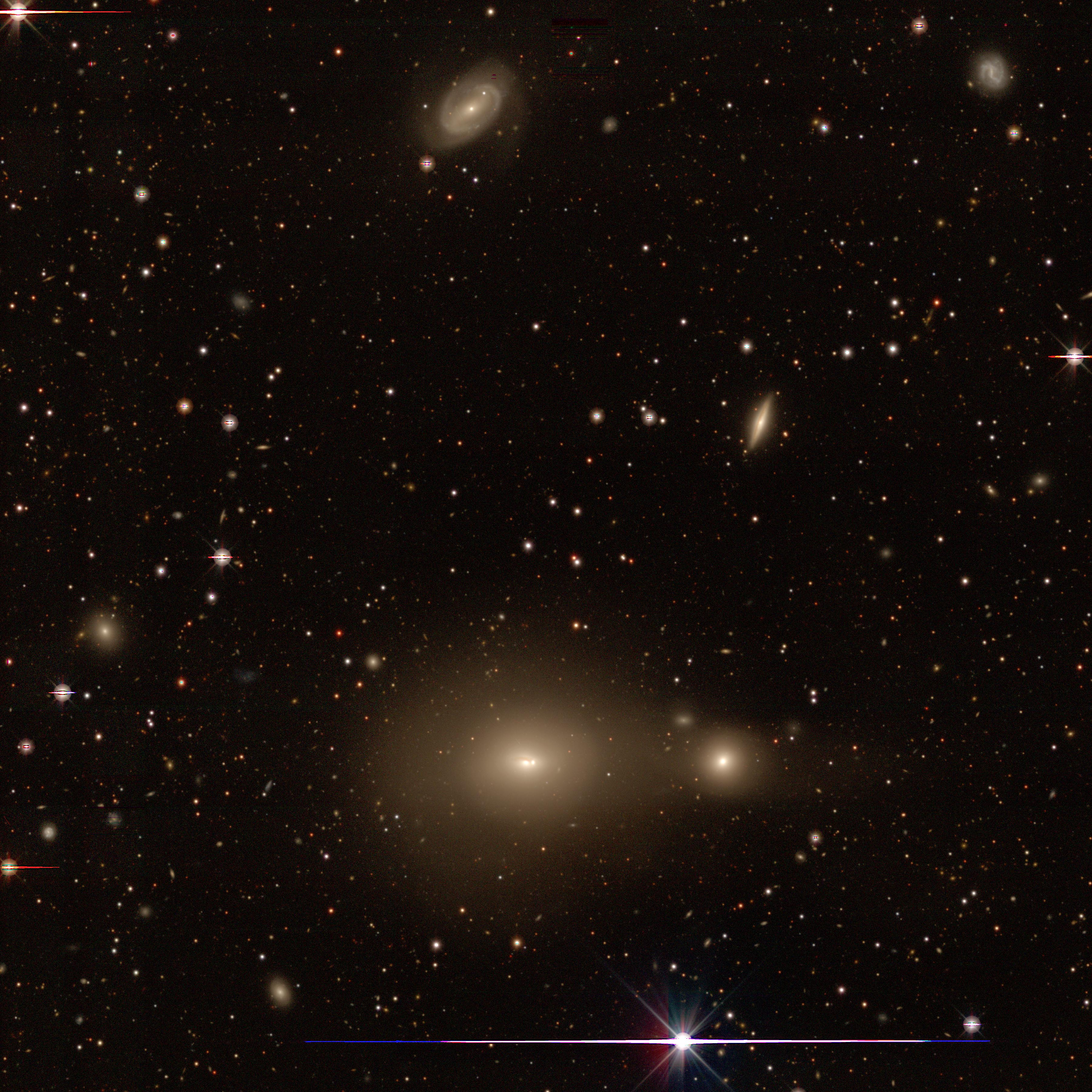
NGC 1684 (in basso al centro), NGC 1682 (in basso a dx), NGC 1685 (in alto) e NGC 1683 (in mezzo) nelle immagini DESI Legacy Imaging Surveys. L'area di interazione tra NGC 1682 e NGC 1684 è ben evidente.

NGC 1682 e NGC 1684 formano una coppia di galassie interagenti. Recenti immagini dettagliate ottenute dall'indagine DESI Legacy Imaging Surveys mostrano chiaramente la presenza di un'area di interazione tra le due galassie.